# Aloe lolwensis
Aloe lolwensis é uma espécie de liliopsida do gênero Aloe, pertencente à família Asphodelaceae.